# Marcaria
Marcaria là một đô thị tại tỉnh Mantova trong vùng Lombardia của Italia, có vị trí cách khoảng 110 km về phía đông nam của Milano và khoảng 20 km về phía tây của Mantova. Tại thời điểm ngày 31 tháng 12 năm 2004, đô thị này có dân số 7.071 người và diện tích là 89,6 km².
Đô thị Marcaria có các frazioni (các đơn vị trực thuộc, chủ yếu là các làng) Campitello, Canicossa, Casatico, Casazze, Cesole, Cimbriolo, Gabbiana, Ospitaletto Mantovano, Pilastro, và San Michele in Bosco.
Marcaria giáp các đô thị: Acquanegra sul Chiese, Borgoforte, Bozzolo, Castellucchio, Curtatone, Gazoldo degli Ippoliti, Gazzuolo, Redondesco, San Martino dall'Argine, Viadana.